# Släggkastning för herrar vid olympiska sommarspelen 2016
Herrarnas släggkastning vid olympiska sommarspelen 2016, i Rio de Janeiro i Brasilien avgjordes den 17-19 augusti på Estádio Olímpico João Havelange.

## Medaljörer
| Spel          | Guld                         | Silver               | Brons                  |
| Släggkastning | Dilsjod Nazarov Tadzjikistan | Ivan Tsichan Belarus | Wojciech Nowicki Polen |

## Resultat

### Kval
| Placering | Grupp | Namn                   | Nationalitet   | #1    | #2    | #3    | Resultat | Noteringar |
| --------- | ----- | ---------------------- | -------------- | ----- | ----- | ----- | -------- | ---------- |
| 1         | B     | Wojciech Nowicki       | Polen          | 74,39 | 74,09 | 77,64 | 77,64    | Q          |
| 2         | B     | Ivan Tsichan           | Belarus        | 76,51 |       |       | 76,51    | Q          |
| 3         | B     | Dilshod Nazarov        | Tadzjikistan   | 75,46 | 76,39 | –     | 76,39    | q          |
| 4         | B     | Krisztián Pars         | Ungern         | 73,54 | 75,49 | –     | 75,49    | q          |
| 5         | B     | Diego del Real         | Mexiko         | 73,20 | 75,19 | x     | 75,19    | q          |
| 6         | B     | Serghei Marghiev       | Moldavien      | 74,97 | 73,74 | x     | 74,97    | q          |
| 7         | B     | David Söderberg        | Finland        | 74,55 | 70,91 | 74,64 | 74,64    | q          |
| 8         | B     | Siarhei Kalamojets     | Belarus        | 71,10 | 74,29 | 73,00 | 74,29    | q          |
| 9         | A     | Wagner Domingos        | Brasilien      | 71,93 | 74,17 | 73,65 | 74,17    | q          |
| 10        | A     | Marcel Lomnický        | Slovakien      | 74,16 | x     | 73,47 | 74,16    | q          |
| 11        | A     | Jevhen Vjnohradov      | Ukraina        | 73,46 | 71,85 | 73,95 | 73,95    | q          |
| 12        | A     | Ashraf Amgad Elseify   | Qatar          | 72,99 | 72,62 | 73,47 | 73,47    | q          |
| 13        | A     | Pavel Bareisja         | Belarus        | x     | x     | 73,33 | 73,33    |            |
| 14        | A     | Roberto Janet          | Kuba           | 72,77 | 71,53 | 73,23 | 73,23    |            |
| 15        | B     | Lukas Melich           | Tjeckien       | 70,73 | 73,14 | 72,54 | 73,14    |            |
| 16        | B     | Conor McCullough       | USA            | 70,64 | 66,30 | 72,88 | 72,88    |            |
| 17        | A     | Paweł Fajdek           | Polen          | x     | 71,33 | 72,00 | 72,00    |            |
| 18        | A     | Rudy Winkler           | USA            | x     | 71,89 | x     | 71,89    |            |
| 19        | B     | Chris Bennett          | Storbritannien | 68,44 | 70,47 | 71,32 | 71,32    |            |
| 20        | B     | Mihail Anastasakis     | Grekland       | 71,07 | x     | 71,28 | 71,28    |            |
| 21        | A     | Mark Dry               | Storbritannien | 70,26 | x     | 71,03 | 71,03    |            |
| 22        | B     | Nick Miller            | Storbritannien | x     | x     | 70,83 | 70,83    |            |
| 23        | B     | Suhrob Chodjaev        | Uzbekistan     | 68,83 | x     | 70,11 | 70,11    |            |
| 24        | B     | Esref Apak             | Turkiet        | x     | x     | 70,08 | 70,08    |            |
| 24        | A     | Roberto Sawyers        | Costa Rica     | 70,08 | x     | x     | 70,08    |            |
| 26        | A     | Mohamed Mahmoud Hassan | Egypten        | 68,47 | 67,38 | 69,87 | 69,87    |            |
| 27        | A     | Javier Cienfuegos      | Spanien        | 68,88 | 69,73 | 68,69 | 69,73    |            |
| 28        | B     | Pezhman Ghalehnoei     | Iran           | 69,15 | x     | x     | 69,15    |            |
| 29        | A     | Kaveh Mousavi          | Iran           | 63,19 | 65,03 | x     | 65,03    |            |
| 30        | A     | Amanmurad Hommadov     | Turkmenistan   | 61,55 | 61,99 | x     | 61,99    |            |
| 31        | A     | Kibwe Johnson          | USA            | x     | x     | x     | NM       |            |
| 31        | A     | Marco Lingua           | Italien        | x     | x     | x     | NM       |            |

### Final
| Placering | Idrottare            | Nationalitet | #1    | #2    | #3    | #4               | #5               | #6               | Resultat | Noteringar |
| --------- | -------------------- | ------------ | ----- | ----- | ----- | ---------------- | ---------------- | ---------------- | -------- | ---------- |
| 1         | Dilshod Nazarov      | Tadzjikistan | 76,16 | 77,27 | 78,07 | 77,17            | 78,68            | 77,68            | 78,68    |            |
| 2         | Ivan Tsichan         | Belarus      | 76,13 | 77,43 | 73,48 | x                | 77,79            | 76,34            | 77,79    |            |
| 3         | Wojciech Nowicki     | Polen        | x     | 74,94 | 74,97 | x                | x                | 77,73            | 77,73    |            |
| 4         | Diego del Real       | Mexiko       | 73,35 | 73,58 | 76,05 | x                | 70,83            | 73,57            | 76,05    |            |
| 5         | Marcel Lomnický      | Slovakien    | 73,33 | 72,65 | 74,96 | 75,09            | 75,97            | 74,64            | 75,97    |            |
| 6         | Ashraf Amgad Elseify | Qatar        | 73,88 | 75,40 | 74,45 | 75,20            | 75,46            | 74,25            | 75,46    |            |
| 7         | Krisztián Pars       | Ungern       | 74,77 | 75,15 | 75,28 | 74,89            | 74,62            | x                | 75,28    |            |
| 8         | David Söderberg      | Finland      | 72,30 | x     | 74,61 | 74,38            | x                | x                | 74,61    |            |
| 9         | Siarhei Kalamojets   | Belarus      | 74,22 | 74,17 | 73,70 | Gick inte vidare | Gick inte vidare | Gick inte vidare | 74,22    |            |
| 10        | Serghei Marghiev     | Moldavien    | 73,31 | 74,14 | x     | Gick inte vidare | Gick inte vidare | Gick inte vidare | 74,14    |            |
| 11        | Jevhen Vjnohradov    | Ukraina      | 73,39 | x     | 74,11 | Gick inte vidare | Gick inte vidare | Gick inte vidare | 74,11    |            |
| 12        | Wagner Domingos      | Brasilien    | x     | 71,97 | 72,28 | Gick inte vidare | Gick inte vidare | Gick inte vidare | 72,28    |            |